# راؤول نافاس
راؤول نافاس (بالإسبانية: Raúl Navas)‏ (3 مايو 1978 في إسبانيا - ) هو لاعب كرة قدم إسباني في مركز حراسة المرمى. لعب مع نادي تينيريفي ونادي خيريث ونادي قادش ونادي قرطبة ونادي لينكولن ريد إيمبس ونادي قادش ب ‏.

## وصلات خارجية
- راؤول نافاس على موقع قاعدة بيانات كرة القدم.إي يو (الإنجليزية)
- راؤول نافاس على موقع Soccerway.com (الإنجليزية)